# シャビエル・プリエト・アルガラテ
シャビエル・"シャビ"・プリエト・アルガラテ（Xabier "Xabi" Prieto Argarate、1983年8月29日 - ）は、スペイン・バスク自治州・サン・セバスティアン出身の元サッカー選手。ポジションはミッドフィールダー。

## 経歴
レアル・ソシエダの下部組織出身で、2003-04シーズンにトップチームにデビュー。翌シーズンにはレギュラーを確保し、2005-06シーズンにはフル出場を達成し9得点をあげた。シーズン後には、バレンシアやレアル・ベティスからオファーがあったとされる。
2007年にクラブが2部に降格した時も移籍が取りざたされたが、最終的に残留。また、2008年3月には、2013年までの5年契約を結んだことが発表された。2012-13シーズンから引退したミケル・アランブルに代わり、主将を務めた。2013年1月6日のレアル・マドリード戦 (3-4)でハットトリックを達成した。
2017-18シーズン終了後に現役を引退した。